# Ciberativismo

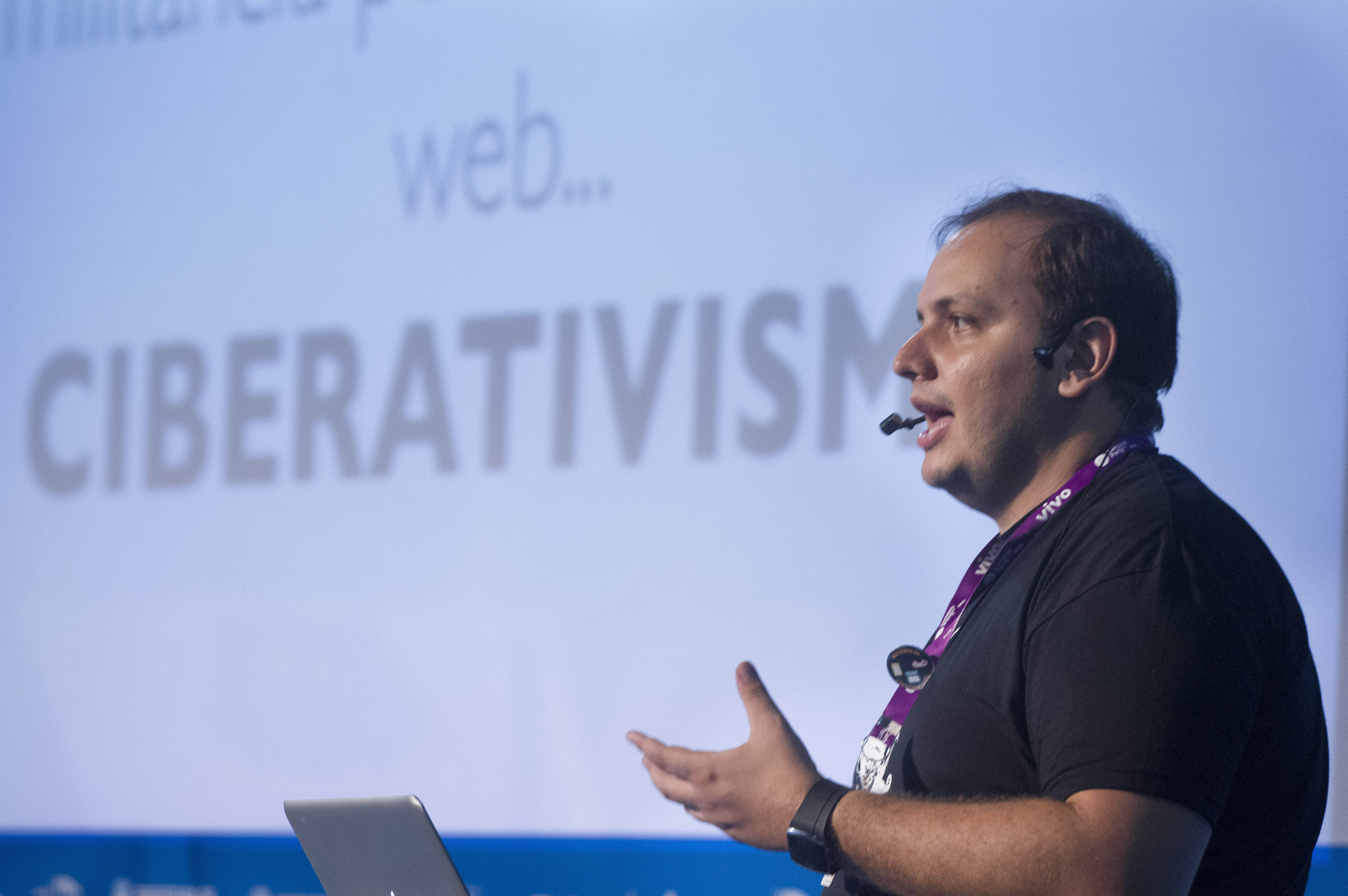
Hacktivismo e Ciberativismo: Guerra eleitoral na internet - Campus TV - Campus Party Brasil 2013

Ciberativismo utiliza as redes cibernéticas como seu principal meio de difusão. Aproveitando-se dos principais meios de mídias sociais como Facebook, Twitter, YouTube, e-mail, podcasts, entre outros, para reunir grande quantidade de compactuantes com a ideologia apresentada, propagar suas ideias e planos, organizar ações de maior complexidade e impacto, podendo assim aumentar a velocidade na interação e comunicação entre ativistas integrantes do grupo.

## História
O primeiro registro de ciberativismo, ou pelo menos seus movimentos iniciais iniciou-se quase que paralelamente à Internet, em meados de 1980, quando ativistas ao redor do mundo usavam, fazendo parte da PeaceNet, listas de email e sites Gopher para distribuir informações sobre direitos e conciliar discussões internacionais.
Outro exemplo primordial de ciberativismo foi o caso Lotus, onde, em 10 de abril de 1990, um coletivo de ciberativistas pronunciou-se contra a formação de um banco de dados unificado, contendo endereços, nomes, emails e informações de compra de mais de 120 milhões de cidadãos norte-americanos, na época campanhas de email e apresentações informavam sobre os riscos potenciais de permitir que uma empresa mantivesse suas informações armazenadas de tal maneira, acarretando mais de 30 mil ligações às centrais da Lotus pedindo que os nomes fossem retirados do banco de dados.

Bandeira do Movimento Zapatista.
Usando do ciberativismo desde 1994.

Já em 1994, o movimento zapatista usou da Internet e de ações de hacktivismo (ferramenta comum das práticas ciberativistas) contra o governo mexicano, para tornar acessíveis suas reivindicações de maneira coesa. Usando sites que disseminavam a informação do movimento e combatiam simulações da mídia da época, como o ataque aos aviões Zapatistas, que como ferramenta de mídia dava pretexto á ações militares de repressão, mas na realidade, as forças Zapatistas sequer possuíam tal poderio bélico e os aviões se tratavam de aviões de papel com mensagens de apoio ao movimento. Com a movimentação Zapatista o grupo  Electronic Disturbance Theater lançou ações de desobediência civil eletrônica, inspirada nos excertos do grupo Critical Art Ensamble, contra o governo mexicano.
Somado aos acontecimentos com o movimento Zapatista, os atos de ciberativismo ajudaram a formar o Fórum Social Mundial, corroborados pelo movimento antiglobalização, ocorrido em Seattle, que também foi influenciado pelo movimento Zapatista. 
No início do Século XXI o ciberativismo começa sua franca expansão, movimentos de reivindicação começam a ter cada vez mais um numero maior de participantes, a adesão se torna massiva ainda na primeira metade da década. com o aumento da adesão as instituições formais começam a manifestar-se e procurar regulamentações para as práticas na Internet, deflagrando várias ações ciberativistas. 
Em 2009, A então ministra da cultura Espanhola, Ángeles González Sinde, propõe um projeto de lei que, dentre as clausulas, permitia que páginas sejam derrubadas por oferecerem links para downloads de músicas sem o pagamento de licença autoral, seguida a essa medida, são propostas ações similares na França, por parte do presidente Nicolas Sarkozy, acompanhado pelo ministro da Cultura Italiano, Sandro Bondi, em 2009 decidem criar políticas de ataque as Redes de compartilhamento P2P, com premissas  similares as da ministra Ángeles para justificar as pautas. A resposta ciberativista veio por meio de um manifesto que rodou por mais de 58 mil blogs, chamado En Defensa de los Derechos Fundamentales en Internet .
Em 2012 o congresso americano procurou instituir leis que cerceavam as informações de direito autoral e de direito de IP na internet, esse projetos também foram conhecidos como SOPA (Stop Online Piracy Act) e PIPA  (Protect Intelectual Property Act). Essa medidas resultaram em grandes manifestações na rede. O responsável pela Wikimedia, Kul Wadhwa, chamou a atenção do coletivo de ciberativistas sobre os riscos das medidas caso fossem aprovadas pelo congresso americano, houve então uma grande disseminação das ideias e assim, o ciberativismo tomou frente dos grandes processos de conscientização e atuou para revogar as medidas no congresso. As medidas que criminalizavam a troca não comercial de arquivos pela internet motivaram ações de ciberativismo por parte dos anonnymous que atacaram sites governamentais em retaliação. 
Existem alguns grupos no Brasil, e um dos destaques é o Centro de Mídia Independente. Site de publicação aberta(sem moderação prévia) que divulga notícias, textos, fotos, vídeos e denúncias a toda hora enviados por voluntários/as, que, segundo eles, devem oferecer “notícia alternativa e crítica de qualidade que contribua para a construção de uma sociedade livre, igualitária e que respeite o meio ambiente.” O site é uma versão brasileira do Indymedia, apresentado em vários idiomas, incluindo o português.
O Greenpeace tem seu site e pratica o Ciberativismo desde 1998, sendo que mais da metade dos seus atuais colaboradores podem ajudar e participar através da Internet. Uma das causas defendidas por ele é moratória da soja, que impede a comercialização da soja cultivada em áreas de desflorestamento da Amazônia. Causas como a proteção do oceano, diminuição da poluição, energias renováveis, animais em extinção, entre outras, também são defendidas.
De acordo com o artigo publicado no dia 22 de novembro de 2014, no blog Startes, "Outro ótimo exemplo de ciberativismo no Brasil é a campanha Não Foi Acidente. Cerca de 40 mil pessoas morrem todos os anos no Brasil, vítimas de acidentes de trânsito. A mãe e a irmã de Rafael Baltresca entraram para essa estatística em 2011. As duas foram atropeladas por um motorista que dirigia a 140 km/h em São Paulo. O rapaz, visivelmente embriagado, se recusou a fazer o teste do bafômetro, não fez exame de sangue e permanece em liberdade. Dessa tragédia, Rafael criou, com o apoio de amigos, a campanha “Não foi acidente”, na esperança de reunir assinaturas suficientes para mudar a legislação de trânsito. Avair Gambel, Manuel Fernandes, Rosmary Mariano, Malu Haush e Nilton Gurman, as pessoas que se juntaram ao jovem no projeto, também carregam tragédias pessoais, de acidentes de trânsito. Com o “Não foi acidente” o grupo quer modificar aspectos importantes da legislação. Uma das ideias é aumentar a pena para homicídio culposo no trânsito. Nesse caso, o motorista poderia ser condenado de cinco a nove anos de prisão, ou a mais tempo caso fosse provada a embriaguez. Quando houver lesão corporal sem homicídio, a pena seria aumentada caso o condutor esteja embriagado. O teste do bafômetro não seria mais necessário. Para comprovar a embriaguez, o condutor seria submetido à análise de um médico ou outra pessoa de fé pública. O projeto de lei do “Não foi acidente” já foi encaminhado para a comissão de trânsito da Câmara dos Deputados. O grupo continua recolhendo assinaturas com o objetivo de chegar a 1,3 milhão e dar legitimidade ao projeto como iniciativa popular. Ele ainda será levado ao plenário, discutido e aprovado."
Outros projetos podem ser acessados em sites como Anistia Internacional, que mantém uma campanha contra a violência que atinge as mulheres no Iraque, onde pode-se enviar uma carta ao primeiro-ministro iraquiano Nuri Kamil.

## Ferramentas
Sandor Vegh divide o ciberativismo em três categorias: Conscientização/Prática política, Organização/Mobilização e Ação/Reação, cada categoria utiliza diferentes ferramentas para atingir seus objetivos.
As ferramentas que são utilizadas na maioria das vezes envolvem manipulação de sistemas de informação ou engajamento sociopolítico.
Dentre essas ferramentas as mais comuns são:

### Conscientização/Prática política
- Campanhas publicitárias
- Foto Oportunidade
- Manifestos artísticos, intelectuais e tecnológicos
- Workshops online
- Ambientes de disseminação de informação online (Fóruns, sites, blogs, jogos, etc.)

### Organização/Mobilização
- Mídias sociais
- Organização de Eventos
- Petições Online
- Chats privados
- E-mail
- Hashtags, tem sido utilizadas, principalmente no twitter para provocar mobilização, em 2015 foi usada pelo coletivo hacker Anonymous, com a hashtag #Daesh para trazer a tona os aspectos tenebrosos do Estado Islâmico

### Ação/Reação
- Ataques DDoS
- Desenvolvimento de software livre (código aberto)
- Invasões de sites, onde o ciberativista modifica o código-fonte para publicar alguma postagem ou foto como forma de protesto.
- Espelhamento de sites, onde o ciberativista replica o site em outros domínios para fugir de bloqueios.
- Criptografia
- Código, diversas rotinas computacionais para fins específicos ou ações pontuais.

## Ciberativismo e suas tecnologias
As mais diversas plataformas de comunicação e locais para se expressar online são utilizados como ambientes de difusão de ideais propagados através do ciberativismo. 

Dessa forma podemos citar algumas das principais tecnologias na utilização da rede mundial de computadores para espalhar e multiplicar o alcance dos ciberativistas, são eles:

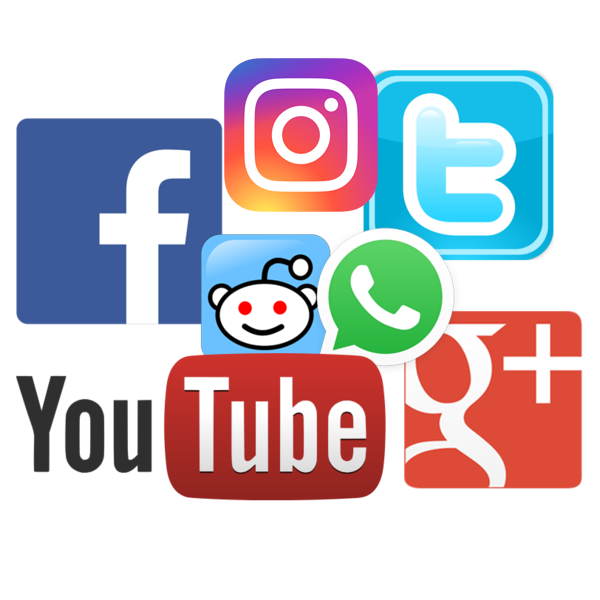
Exemplos de mídias sociais.

### Redes Sociais
- Facebook
- Twitter
- Instagram
- Linkedin
- Youtube
- Google+

### Plataformas de Petições Online
- Avaaz.org
- Change.org
- Petição Pública Brasil

### Outros ambientes de difusão
- Fóruns de discussão como Reddit
- Sites desenvolvidos para causas ativistas
- Blogs
- E-mail
- Podcasts
- Feed RSS
- Whatsapp

## Cypherpunks
Assim como existem diferentes correntes culturais e organizações militantes de diferentes tipos de ativismo, o ciberativismo também tem suas nuances, uma forma de ciberativismo é o cypherpunks que defendem o uso massivo de criptografia forte como uma maneira de direcionar mudanças sociais e políticas, esse ciberativismo é focado em ideias libertárias e fortemente enraizado na cultura hacker, o movimento tem como um dos expoentes o co-fundador do Wikileaks, Julian Assange, com o livro Cypherpunks. Uma discussão mais profunda sobre as motivações dos diferentes grupos cypherpunks mostra que mesmo dentro de sua heterogeneidade algumas crenças políticas e de direitos básicos são comuns.
A privacidade de negociações, conversas seja direito dos cidadãos, que os paradigmas políticos sejam pautados pelo poder da tecnologia e que os direitos sejam assegurados por tecnologias e não por leis. Norteados por esses princípios, cypherpunks atuam.

## Ciberativistas ao redor do mundo
- Aaron Swartz – considerado um dos fundadores do Reddit, fórum online para compartilhamento de notícias na internet, onde desenvolveu em 2005 o código aberto do site para Python, tornando-o mais acessível; criador da organização online Demand Progress; criou o Open Library, que é uma biblioteca online disponível para todos (possui plataforma aberta, assim qualquer indivíduo pode adicionar ou corrigir algum livro).
- Alexis Ohanian – empreendedor e investidor americano com foco na internet, é co-fundador e presidente executivo do fórum Reddit. Foi apelidado pela revista Forbes de "Prefeito da Internet".[2]
- Amelia Andersdotter – política sueca, eleita pelo Partido Pirata, que luta contra a atual lei de propriedade intelectual e industrial, contra violação da privacidade e a favor do respeito do domínio público.
- Cory Doctorow – escritor canadense de ficção científica que publica livros com a licença Creative Commons, que tem como objetivo a expansão de obras criativas disponíveis, permitindo cópias e compartilhamentos com menos restrições do que os do direito autoral.
- Daniel Domscheit-Berg – ex-assistente do Julian Assange, criou o OpenLeaks, que é um site semelhante ao WikiLeaks, com a diferença de que o OpenLeaks não publicará nada, apenas será um site em que pessoas poderão vazar documentos.
- Jacob Appelbaum – membro do núcleo do Tor Project, um software livre para fornecer anonimato online, protegendo contra a censura e a privacidade pessoal.
- Jillian York – possui o cargo de Diretora Internacional da Liberdade de Expressão da EFF (Fundação Fronteira Eletrônica) e é colunista regular da Al Jazeera English , também escreve para o Global Voices Online.
- Jimmy Wales – co-fundador do Wikipedia, site de enciclopédia de com os mais variados artigos, onde cada umas das páginas são criadas de forma colaborativa entre os usuários; inspirado pelo filósofo  Friedrich Hayek, que acredita na teoria da Ordem Espontânea, ajudou a popularizar o ideal de criatividade e educação através da participação de outros indivíduos.
- John Gilmore – um dos fundadores do EFF (Fundação Fronteira Eletrônica), que tem como objetivo proteger os direitos de liberdade de expressão; cypherpunk; contribui para a melhoria e popularização do software livre.
- John Perry Barlow – um dos fundadores do EFF, escreveu a carta intitulada como A Declaração de Independência do Ciberespaço.
- Julian Assange – matemático, físico, hacker, programador e político. É o principal porta-voz do Wikileaks, e um dos fundadores desse site de denúncias e divulgações de informações, ligadas principalmente, à corrupção; em 2010 vazou documentos sobre possíveis crimes de guerra cometidos pelo exército dos EUA, na Guerra do Afeganistão e do Iraque. Após ser acusado de estupro e abuso sexual, na Suécia, e incluído pela Interpol na lista de procurados, obteve asilo político na Embaixada do Equador em Londres.
- Pierre Omidyar –  Ex-programador de computador que lançou a Ebay de leilões e criou a Omidyar Network, uma empresa de investimentos filantrópicos.
- Mitch Kapor – um dos fundadores do EFF, ficou famoso e fez fortuna com a Lotus 1-2-3, uma planilha eletrônica muito utilizada nas décadas de 80 e 90.
- Sérgio Amadeu - Professor Adjunto da UFABC, é um defensor e divulgador do Software Livre e da Inclusão Digital no Brasil.
- Suey Park - #NotYourAsianSidekick[3] - Twitter, The Guardian.
- Vint Cerf –  É um dos criadores da Internet, tendo participado da criação dos protocolos TCP/IP, que são o alicerce da conexão à rede.
- Wael Ghonim - Ativista formado em Engenharia da Computação e chefe de marketing do Google no Oriente Médio ao norte da África, apoiou protestos que resultaram na saída de Hosni Mubarak do governo do Egito em 2011.
- Xiao Qiang – Fundadora do China Digital Times e professora de Ativismo Digital, Internet Freedom e Blogging na Universidade da California em Berkeley.
- Yoani Sánchez -  jornalista e filósofa cubana, famosa por escrever em seu blog, Geração Y, críticas e artigos sobre a atual Cuba sob o governo de Fidel Castro e Raul Castro. O acesso a internet é limitado no país, principalmente sobre casos de liberdade de expressão: críticas ao governo não são toleradas; seu blog não consegue ser lido em Cuba – ela não pode escrever ou ler o próprio blog, por isso, se nomeou como ‘blogueira cega’ – por uma filtragem de acesso do governo, porém, há colaboradores que atualizam o blog, que é traduzido em quinze línguas.

## Exemplos do ciberativismo pelo mundo
É possível observar através de vários movimentos e formas de organização da população ao redor do mundo que o ciberativismo consegue atingir seus objetivos e deixar sua marca.

Sinal tipográfico da cerquilha.
A chamada Hashtags do twitter.

Como exemplo de movimentos e eventos simbólicos de ciberativismo podem ser citados:
- Primavera Árabe - A Primavera Árabe foi uma sequência de eventos iniciados em 2010, em vários países no Oriente Médio, que tinha como objetivo uma reforma política contra os regimes totalitários que governavam os países. As principais nações envolvidas são a Líbia, a Tunísia, o Iêmen e o Egito. O principal meio para os eventos terem se tornado possíveis foram as redes sociais, como o Facebook, o Twitter, e o YouTube. Através destas, o povo dentro e fora do país tinha como ficar sabendo das repercussões resultantes dos protestos, haja vista que as mídias comuns, como televisão e rádio, eram censuradas dentro destes países.
- Eleições Americanas de 2016 - Donald Trump contou com a ajuda de diversas páginas conservadoras no Facebook que cresceram usando táticas ardilosas de desinformação. Milhares de notícias a favor dele foram publicadas nas redes sociais em conjunto com teorias conspiratórias que atacavam Hillary Clinton, o que acabou auxiliando na sua vitória. Essa eleição foi bastante midiática.
- Hashtags e Trending Topics - São formas de ativismo muito utilizadas no Facebook, Instagram e, principalmente, no Twitter com o intuito de apoiar alguma causa social, de comentar algum assunto que gerou repercussão, entre outros. Utilizando as hashtags, pessoas que estão comentando sobre o mesmo assunto conseguem interagir e encontrar outras mais fácil e rapidamente.

## Exemplos do ciberativismo no Brasil
No Brasil também ocorreram manifestações e atos que demonstraram a força do ciberativismo e da força da internet no âmbito não apenas ideológico mas também como ferramente para auxiliar no ativismo de massa.

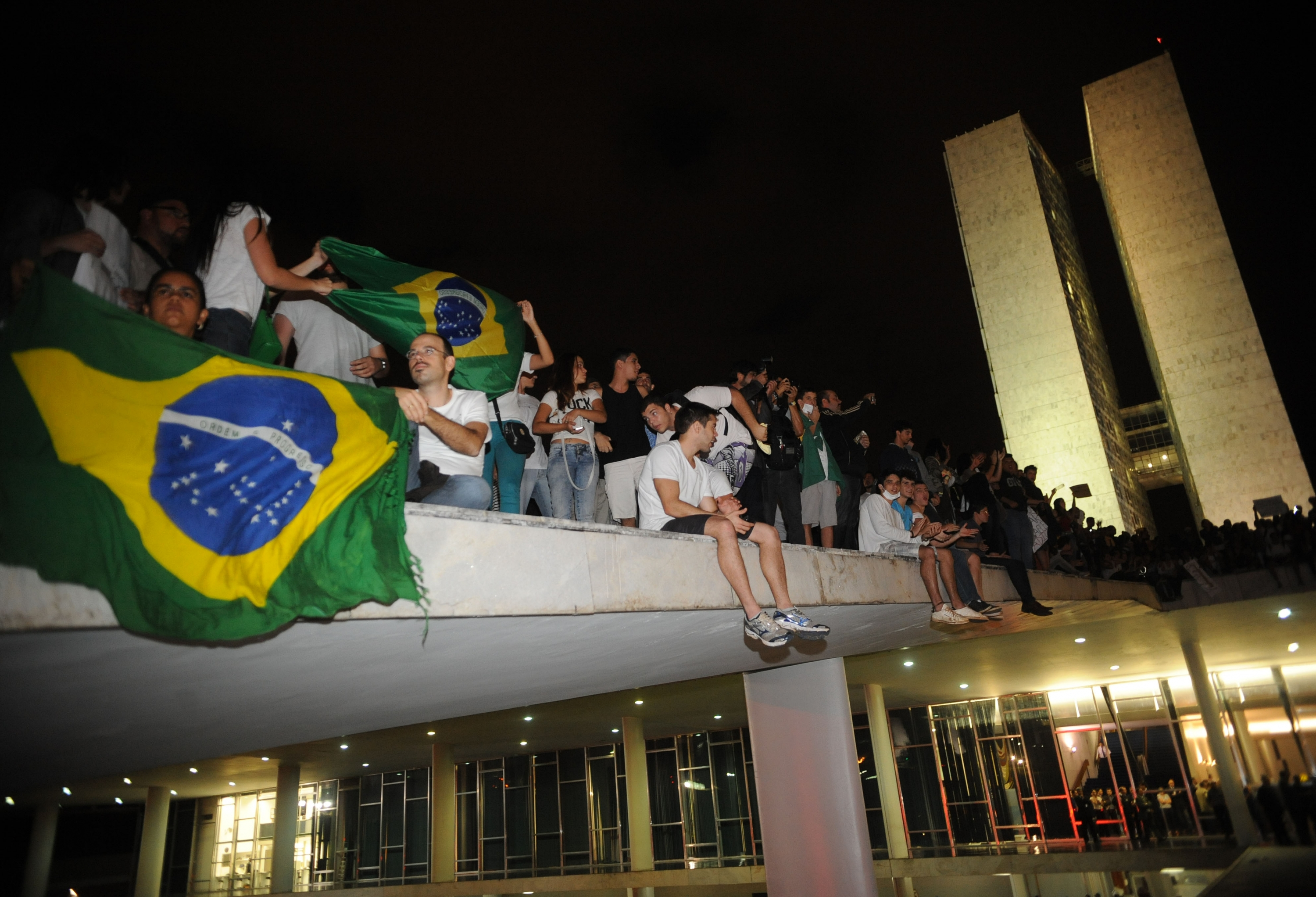
Manifestantes no Congresso Nacional.

Logo abaixo é possível observar alguns destes eventos que marcaram o Brasil:
- Manifestação dos 0,20 centavos - A Revolta dos 0,20 centavos de 2013 não ocorreu, simplesmente, por causa  do aumento em 0,20 centavos das passagens de ônibus, mas sim devido a não aceitação da população em pagar mais por um serviço precário e ineficiente. Inúmeras pessoas, por conta dessa insatisfação, resolveram protestar nas ruas contra esse reajuste. Igualmente aos outros acontecimentos, as redes sociais foram um ótimo meio de difusão de opiniões e de marcação de encontros e de manifestações.
- Impeachment da ex-presidente Dilma Rousseff - A capacidade de engajamento das pessoas nas redes sociais fez com que as manifestações chegassem as ruas. Tudo começou com inúmeros movimentos criados no Facebook, Twitter e afins que tinham como objetivo combinar protestos, divulgar as ações e denunciar violências.
- Mídia Ninja - Esse grupo ficou conhecido internacionalmente pois efetuou uma cobertura alternativa dos protestos que ocorreram um junho de 2013. Já que a mídia tradicional não mostrou as primeiras manifestações políticas, a Mídia Ninja uniu o ativismo político e produção jornalística para espalhar na internet tudo o que a mídia tradicional ocultava da sociedade. Por eles terem utilizado as redes sociais como meio de disseminação de informações permitindo que houvesse reivindicação na internet, esse fenômeno foi considerado ciberativismo.
- Em maio de 2020 iniciou-se com grande impacto o capítulo brasileiro do movimento Sleeping Giants, causando incômodo ao governo de Jair Bolsonaro.[4] [5]Protesto do dia 17 de junho de 2013 na Avenida Brigadeiro Faria Lima, em São Paulo.

Protesto do dia 17 de junho de 2013 na Avenida Brigadeiro Faria Lima, em São Paulo.

## Grupos de impacto

Anonymous - Um dos principais grupos de Ciberativismo/Hackativismo

Vários grupos mais organizados e alguns deles inclusive sem liderança definida atuam na internet, contribuindo para a sociedade, seja de forma anônima ou não, mas com o ciberativismo como principal ferramenta de impacto.
Dentro alguns grupos notáveis no Brasil e no mundo, podem ser citados:
- Anonymous
- LulzSec
- Cloud Mafia Sec
- Operação Serenata de Amor
- WikiLeaks

## Críticas e Conclusão
Com o crescimento cibernético, ocorreu também o aumento da globalização de dados. Graças a rápida fluidez de informações, indivíduos podem se informar sobre artigos e notícias a qualquer hora ou lugar: a participação do mesmo nos ramos econômicos, políticos e sociais floresce, e consequentemente, a busca por mais informação cresce. A sociedade tende a pesquisar e se aprofundar em assuntos de maior interesse: todos as minorias são integradas, basta clicar numa lupa e buscar sobre o tema. Outro fator importante é o da organização de manifestações, em escala nacional, através de eventos em redes sociais, como Facebook, onde você pode convidar todos os seus amigos para participar. Através de fóruns e posts - em qualquer rede social - conseguimos manifestar opiniões criticando políticos, empresários, famosos e até o vizinho, que cometeu alguma gafe. Através dessa pressão, conseguimos, mesmo que só de aparência, a mudança de comportamento do indivíduo, que acaba sendo segregado e se vê obrigado a mudar. Há um porém: com a agilidade de informações, muitas notícias são propagadas de formas errôneas. Movimentos sociais, como negro, feminismo e LGBT, sofrem muito com isso: além de possuírem indivíduos que se afirmam do movimento, porém não possuem estudo do assunto, há quem sequer leu sobre e afirma algo sobre um título de uma FakeNews que foi lido rapidamente durante o Feed de Notícias. 
O problema principal está no comodismo: apesar de ser boa a manifestação e busca digital, não devemos nos prender somente a ele. Como disse certa vez o ativista americano Ralph Nader, "a Internet não realiza um bom trabalho na hora de motivar as pessoas", citando o fato do congresso dos EUA, o Pentágono e corporações "não temerem o uso cívico da Internet". Os ativistas "curtem" uma página do Facebook, repassam mensagens no Twitter, se inscrevem em canais do YouTube, comentam em blog, assinam abaixo-assinados e realizam outras atividades na Internet, porém o engajamento dos ciberativistas "fora da internet" (como, por exemplo, ações de caridade, trabalho voluntário, passeatas, protestos e engajamento político) fica bem abaixo do engajamento na Internet. Há um termo que explica esse fenômeno: Slacktivism, conhecido como "ativismo de preguiçosos". Trata-se de um termo pejorativo usado para aquelas situações em que as pessoas participam de causas da Internet com pouco, ou nenhum resultado prático efetivo, apenas para aliviar consciência. Os críticos também argumentam que o ciberativismo pode promover (principalmente em discussões políticas) o fenômeno da cyberbalcanização, que é quando há a fragmentação e polarização de um determinado assunto ao invés de um consenso.
O ativismo digital abre portas para a busca pelo conhecimento e pela comunicação entre os indivíduos - de ideias parecidas ou opostas -, por isso, é importante saber utilizá-lo como ferramenta importante para realizar protestos ou mudanças de maiores impactos sociais. 